# Torniquet d'accés

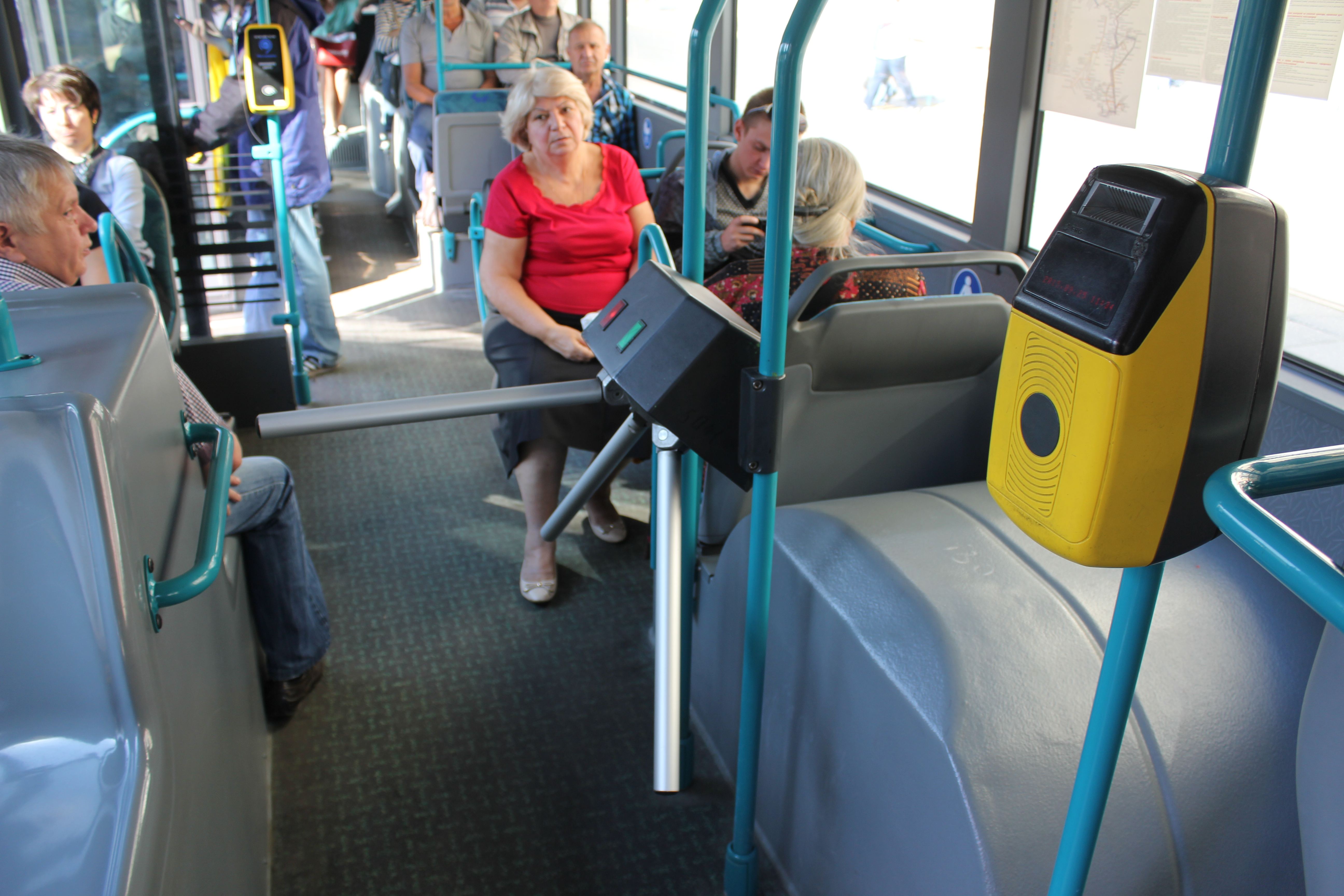
Torniquet d'autobús a Moscou

Un torniquet és una mena de barrera que després de verificar la seva autorització nega o permet el pas de només una persona cada vegada, per accedir a un lloc determinat. Són utilitzats principalment en instal·lacions esportives (estadis esportius, gimnasos, esdeveniments esportius, ...), transport (mitjans de transport públic) i accés a edificis públics i privats (empreses, discoteques, pubs...), com a eina de control d'accés de persones i com a mitjà de pagament. Els molinets - torniquets mecànics han estat gradualment substituïts per molinets - torniquets electrònics amb lectors de targetes o amb lectors d'empremta dactilar.

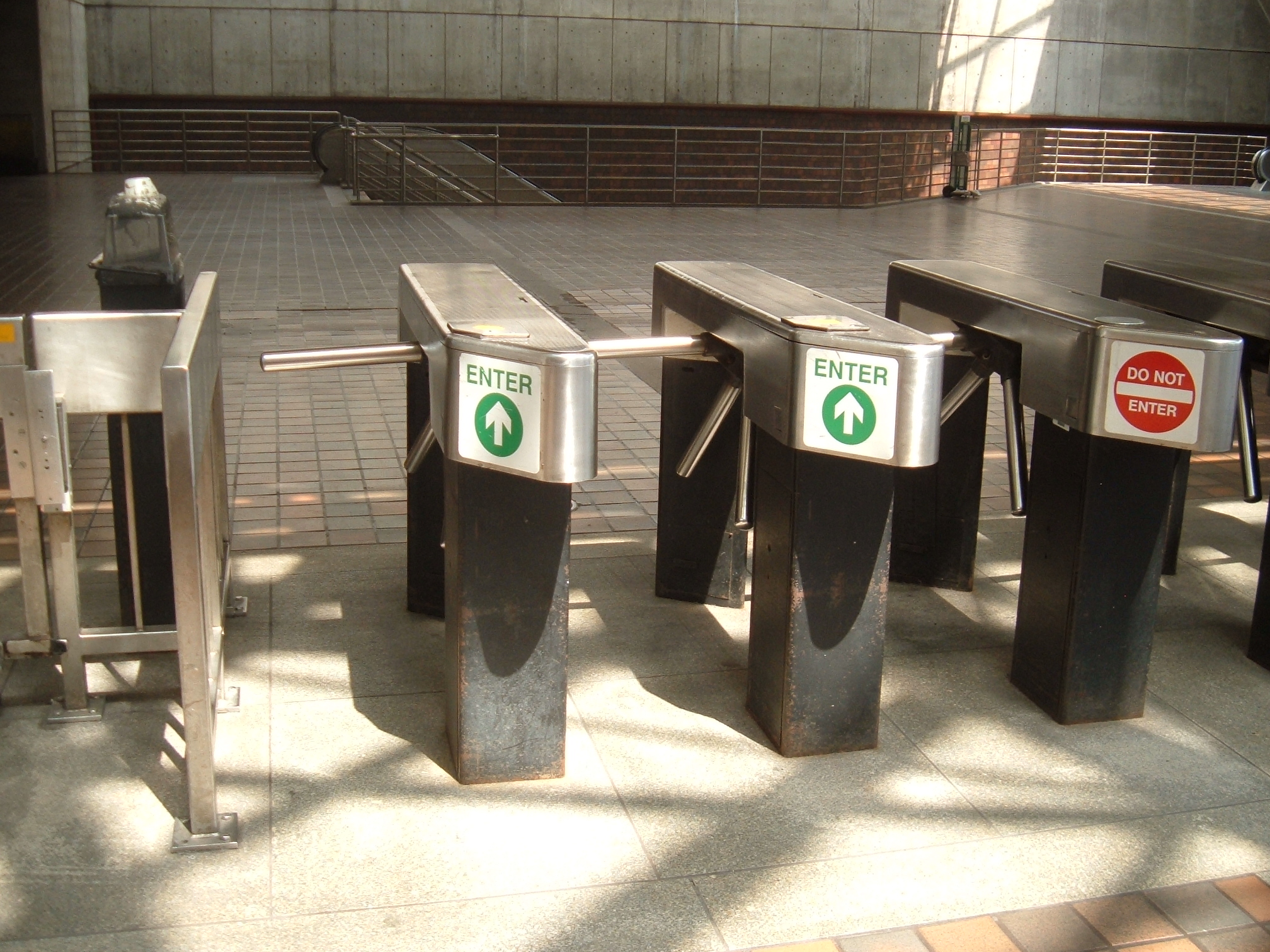
molinets d'accés a una estació del metro de Cambridge, Massachusetts, en Estats Units.